# Patrick Galvin
Patrick Galvin (Cork, 15 de agosto de 1927-10 de mayo de 2011)  fue un poeta, cantante, dramaturgo, prosista y guionista irlandés nacido en el centro de la ciudad de Cork .

## Biografía
Galvin nació en Cork en 1927 en un momento de gran transición política en Irlanda. Su madre era republicana y su padre era libre, lo que dio lugar a una tensión política constante dentro de la familia y más tarde influyó en su amado poema «Mi padre habló con cisnes» y sus memorias autobiográficas Song for a Raggy Boy.  Autodidacta, conoció y amó la literatura a través de los clásicos rusos, franceses e irlandeses. Su poesía temprana muestra las influencias de la poesía gaélica, mientras que su poesía posterior refleja ritmos y temas más internacionales. Había crecido durante la época de la guerra civil española, influido por la política republicana de su madre y posteriormente descubrió una gran afinidad con el poeta andaluz Federico García Lorca; Estas influencias son evidentes en su poema épico sobre Michael Collins, 'El Monumento Blanco'. Su infancia terminó dramáticamente cuando lo enviaron a la escuela industrial de Daingean, conocida por su abuso hacia los jóvenes bajo su cuidado. Esta experiencia tuvo una poderosa influencia en su poesía anterior que expresa el miedo y la brutalidad de esa época: 
Ya vienen quince, el cinturón de azotes, la celda de prisión,

Los días crueles, las amistades ahorcadas y frías,

El ritmo sordo del invierno y la campana hambrienta,

Los muy jóvenes son maltratados y envejecen.

Y todos los días se quedan ahí, observando y mirando fijamente,

Las cabezas afeitadas, las costillas rotas, la barra de hierro.

Y cada noche lloran con los ojos vacíos

y maldicen la mano que mató al Dios Todopoderoso.
En sus memorias en prosa Song for a Raggy Boy contextualiza esas experiencias dentro de la Europa de la Segunda Guerra Mundial. Irritado por la postura neutral de Irlanda, se unió a la Royal Air Force en 1943. Sus memorias contra la guerra Song for a Flyboy de 2003 registran sus experiencias de guerra y su obra The Devil's Own People de 1976 denuncia la neutralidad de Irlanda frente al fascismo y el Holocausto .
Después de la ruptura de su primer matrimonio, a la edad de 21 años, se estableció como cantante, compositor y coleccionista de folk, grabando nueve volúmenes de canciones populares y publicando Irish Songs of Resistance 1798-1922 .  Viajó mucho durante este período, pasando detrás de la 'Cortina de Hierro' hasta Alemania del Este como trovador. Estas experiencias marcaron su trabajo y su vida personal. Comenzó a publicar poesía en muchas de las principales revistas inglesas e irlandesas y cofundó y editó la revista literaria Chanticleer.  Su primera colección de poesía Heart of Grace, 1957, fue seguida de cerca por El segundo Cristo en Londres , 1960. En ese momento también estaba en el proceso de establecerse como dramaturgo en Londres y Dublín, donde su trabajo fue seguido de cerca. por la jerarquía de la Iglesia católica en Irlanda, que descubrió que su obra Cry the Believers no era una obra "a la que pudieran exponerse mentes jóvenes e impresionables sin riesgo para la fe".  Un crítico irlandés le dio la reputación de ser el "Enfant terrible del teatro irlandés". Regresó a Irlanda en la década de 1960 pero, incapaz de adaptarse al conservadurismo de esa época, regresó a Londres y pasó intervalos en el extranjero, en Israel.
En 1973 regresó a Irlanda, esta vez a Belfast como escritor residente en el Lyric Theatre. También vio la publicación de su tercera colección de poesía The Woodburners. Ese período de tiempo con el Lyric Theatre estableció firmemente a Galvin como un dramaturgo apasionante. Su innovadora obra We Do It For Love (la primera sátira sobre "the Troubles") rompió todos los récords de taquilla para una obra irlandesa en el Lyric. A través de su trabajo allí, influyó en la inspiración de una nueva generación de escritores en Irlanda del Norte. Su última obra en el Lyric, My Silver Bird, fue una opereta basada en la vida y la época de Grace O'Malley, que culminó dramáticamente con la batalla de Kinsale y la caída del orden gaélico. La partitura fue compuesta por Peadar O Riada. La obra se representó por primera vez la noche después de la muerte de Bobby Sands y, debido al clima político predominante, se le impidió viajar y presentarse en la Ópera de Cork según lo previsto.
Más tarde, Galvin se fue a vivir a España, donde completó su cuarta colección de poesía, Cuentos populares para el General . Regresó a Cork en la década de 1980 y comenzó a trabajar en sus memorias Song for a Poor Boy, Song For a Raggy Boy y Song for a Flyboy . En 1997 escribió el guion de Song For a Raggy Boy, que se estrenó mundialmente en el Festival de Cine de Cork en 2003.
Patrick fue escritor residente en East Midlands Arts (Reino Unido), DunLaoghaire Rathdown Council, la prisión de Portlaoise y, finalmente, en la University College Cork, donde obtuvo un doctorado en literatura en 2006. Galvin cofundó el 'Poetry Now Festival', que se convirtió en El principal festival de poesía de Irlanda. Con su esposa Mary Johnson cofundó el Centro de Literatura Munster en Cork, que dio origen al Festival Frank O'Connor y al ' Premio Internacional de Cuento Frank O'Connor' , uno de los más importantes del mundo.
A lo largo de su vida ha adaptado su propia obra y otras obras tanto para la radio BBC como para la radio RTÉ. Viajó mucho dando lecturas tanto de su prosa como de su poesía, gran parte de la cual está registrada en la Biblioteca del Congreso en Washington. En 1984 fue elegido diputado por Aosdána. Patrick sufrió un derrame cerebral en 2003. A pesar de ello, en 2005, año de la Ciudad de la Cultura de Cork, cotradujo la colección de poesía 'Everything But You'  de la poesía original del poeta turco Yilmaz Odabashi. .
Más tarde, las limitaciones de su larga enfermedad y su incapacidad para dar expresión creativa a sus pensamientos sobre el estado actual de Irlanda, con su cultura de codicia, explotación y negativa a lidiar con el abuso clerical físico y sexual sistemático, contribuyeron en gran medida a su fallecimiento.

## Vida personal
Galvin estuvo casado cuatro veces, divorciado tres veces y tuvo tres hijos y dos hijas. Tuvo una hija, Christine Bygraves, de su primer matrimonio. Luego estuvo casado con Stella Jackson, y luego durante 27 años con Diana Ferrier (divorciada en 1978), con quien tuvo dos hijos, el autor Patrick Newley (fallecido en 2009) y el director de cine Liam Galvin. Su último matrimonio fue con Mary Johnson, con quien tuvo una hija, Grainne, y un hijo, Macdara. Su viuda murió pocos meses después de su muerte. 

## Obras seleccionadas

### Cancionero
- Canciones irlandesas de resistencia - Irish Songs of Resistance,Worker's Music Association 1955. [5]

### Prosa y poesía
- Heart of Grace, Linden Press 1957
- Christ in London, Linden Press 1960
- Five Cork Poets, Mercier Press 1970
- Letter to a British Soldier on Irish Soil 1972
- The Wood Burners, New Writers Press, Dublin 1973
- The Prisoners of the Tower, Cork University Press 1979
- Man on the Porch, 1979 (Martin Brien & O'Keeffe (ISBN 0-85616-161-6)
- Folk Tales for the General, Raven Arts Press, Dublin, 1989
- Song for a Poor Boy, Raven Arts Press, Dublin 1990,
- Song For a Raggy Boy, Raven Arts Press, Dublin 1991
- The Death of Art O'Leary, 1994
- New and Selected Poems, Cork University Press, 1996
- The Raggy Boy Trilogy, New Island Books, Dublin 2002

### Obras
- And Him Stetched, 1961 Unity Theatre London
- Cry The Believers, 1962 Eblana Theatre, Dublin
- And Him Stretched, 1962 Eblana Theatre, Dublin
- Boy in the Smoke, 1965 BBC Wednesday Play
- Nightfall to Belfast', 1973 Lyric Theatre, Belfast
- The Last Burning, 1974 Lyric Theatre, Belfast
- We Do It For Love, 1975 Lyric Theatre, Belfast
- The Devil's Own People, 1976 Gaiety Theatre, Dublin
- The Class of '39, 1980 BBC Radio 4
- My Silver Bird, 1981 Lyric Theatre, Belfast
- City Child, Come Trailing Home, 1983, RTÉ Radio
- Landscape and Seascape, 1983, RTÉ Radio
- Quartet for Nightown, 1984, RTÉ Radio
- Wolfe, 1984, RTÉ Radio
- The Cage, 2006, Cork Arts Theatre, Cork